# Goose Creek, South Carolina
 Goose Creek är en ort i Berkeley County, South Carolina, USA. Större delen av militärbasen Naval Support Activity Charleston, tillhörande USA:s flotta, ligger i Goose Creek.